# 酒井隆吉 (政治家)
酒井 隆吉（さかい りゅうきち、1878年（明治11年）4月 〜昭和31年4月19日）は、日本の官僚。釧路市長。

## 経歴
石川県出身。1898年（明治31年）、東京専門学校（現在の早稲田大学）政治科を卒業し、1903年（明治36年）に高等文官試験に合格した。専売局属、同主事補、青森県理事官、樺太庁内務部長などを歴任し、1926年（大正15年）に退官した。
退官後の1927年（昭和2年）に釧路市長に就任した。釧路市長は翌1928年（昭和3年）まで務めた。